# Battle Hymns MMXI
Battle Hymns MMXI je jedenácté studiové album americké heavy metalové skupiny Manowar, vydané 26. listopadu 2010. Jedná se o zcela novou nahrávku jejich debutového alba Battle Hymns z roku 1982. Album bylo nahráno ve studiu Abbey Road Studios za pomocí nejmodernějších zvukových nahrávacích technologií a jako host na desce vystupuje herec Sir Christopher Lee.

## Seznam skladeb
1. „Death Tone“ (Ross the Boss, Joey DeMaio) – 5:56
2. „Metal Daze“ (DeMaio) – 4:32
3. „Fast Taker“ (Ross the Boss, DeMaio) – 4:06
4. „Shell Shock“ (Ross the Boss, DeMaio) – 4:12
5. „Manowar“ (Ross the Boss, DeMaio) – 4:00
6. „Dark Avenger“ (Ross the Boss, DeMaio) – 6:23
7. „William's Tale“ (DeMaio, Gioachino Rossini) – 1:51
8. „Battle Hymn“ (Ross the Boss, DeMaio) – 9:22
9. „Fast Taker“ Live 1982 (Bonus track) - 3:54
10. „Death Tone“ Live 1982 (Bonus track) - 4:57